# منطق اکتشاف علمی
منطق اکتشاف علمی (به انگلیسی: The Logic of Scientific Discovery) نام کتابی از کارل پوپر دربارهٔ فلسفه علم است، که در سال ۱۹۳۴ به زبان آلمانی نوشته شده‌است و در سال ۱۹۵۹ توسط او به انگلیسی برگردانده شد. این کتاب به فارسی نیز ترجمه شده‌است.
در بخشی از این کتاب آمده‌است: «تحلیل‌گران زبان بر این باورند که مسائل فلسفی اصیل وجود ندارد، یا این که مسائل فلسفی، اگر اصلاً وجود داشته باشد، مسائل مربوط به کاربرد زبان با معانی کلمات است. ولی اعتقاد من آن است که دست‌کم یک مسئله فلسفی وجود دارد که همه متفکران به آن توجه دارند؛ و آن مسئله جهان‌شناسی است: مسئله شناختن و فهمیدن جهان؛ و از جمله خودمان و شناختمان به عنوان جزئی از جهان. عقیده من آن است که هر علم جهان‌شناسی است، و در نظر من، سودمندی فلسفه نه کمتر از سودمندی علم، تنها در کارهایی است که برای شناساندن جهان انجام داده‌است. به هر صورت، برای من فلسفه و علم هر دو همه جاذبه خود را از دست خواهند داد.»

## خلاصه
پوپر استدلال می‌کند که علم باید روش‌شناسی مبتنی بر ابطال‌پذیری را اتخاذ کند، زیرا هیچ آزمایشی هرگز نمی‌تواند یک نظریه را اثبات کند، اما یک آزمایش یا مشاهده قابل تکرار می‌تواند یک نظریه را رد کند. به گفته پوپر: «تجربه‌های غیرقابل تکرار هیچ اهمیتی برای علم ندارند؛ بنابراین، چند گزاره اساسی گمراه‌کننده که در تضاد با یک نظریه هستند، به سختی ما را وادار به رد کردن آن به‌عنوان ابطال می‌کند. ما آن را تنها در صورتی ابطال خواهیم کرد که یک اثر تکرارپذیر را کشف کنیم». پوپر استدلال می‌کند که علم باید روشی مبتنی بر «عدم تقارن بین تأییدپذیری و ابطال‌پذیری» اتخاذ کند؛ عدم تقارنی که از شکل منطقی گزاره‌های جهانی ناشی می‌شود.

## بازخورد
روان‌شناس هری گانتریپ نوشت که انتشار منطق اکتشاف علمی «بحث زیادی دربارهٔ ماهیت دانش علمی برانگیخت»، از جمله توسط فیلسوفانی که کاملاً با پوپر موافق نبودند، توماس کوهن و هوراس رومانو هره بودند. کارل یونگ، روان‌پزشک، بنیان‌گذار روان‌شناسی تحلیلی، برای این کار ارزش قائل شد. وینسنت بروم، زندگی‌نامه‌نویس، در سال ۱۹۳۸، به یاد می‌آورد که «برخی از کاستی‌های علم» را آشکار کرد. فیلسوف پل ریکور «رویه‌های ابطال» را مشابه معیارهای پوپر برای ابطال‌پذیری تأیید کرد. پیتر گی مورخ این اثر را «رساله‌ای مهم در معرفت‌شناسی» توصیف کرد. برایان مگی، فیلسوف، انتقادات پوپر از پوزیتیویسم منطقی را «ویرانگر» می‌دانست. به نظر او، مهم‌ترین استدلال پوپر علیه پوزیتیویسم منطقی این است که، درحالی‌که ادعا می‌کرد نظریه‌ای علمی دربارهٔ جهان است، اصل اصلی آن، اصل راستی‌آزمایی، عملاً تمام علم را نابود کرد. فیزیک‌دانان آلن سوکال و ژان بریکمون استدلال کردند که نقد آثار پوپر باعث ایجاد یک «انحراف غیرعقلانی» شده‌است و بخش قابل‌توجهی از مشکلاتی که در حال حاضر بر فلسفه علم تأثیر می‌گذارد را می‌توان در «ابهامات یا نارسایی‌ها» در منطق اکتشاف علمی جستجو کرد. نسیم نیکلاس طالب، مقاله‌نویس، در کتاب خود قوی سیاه، از نظریه جعل پوپر به‌عنوان راهی برای مبارزه با تأثیرات سوگیری تأییدی یاد می‌کند و «بینش او در مورد غیرقابل پیش‌بینی‌ناپذیری اساسی، شدید و غیرقابل درمان جهان» را اعتبار می‌دهد.